# A6/B4

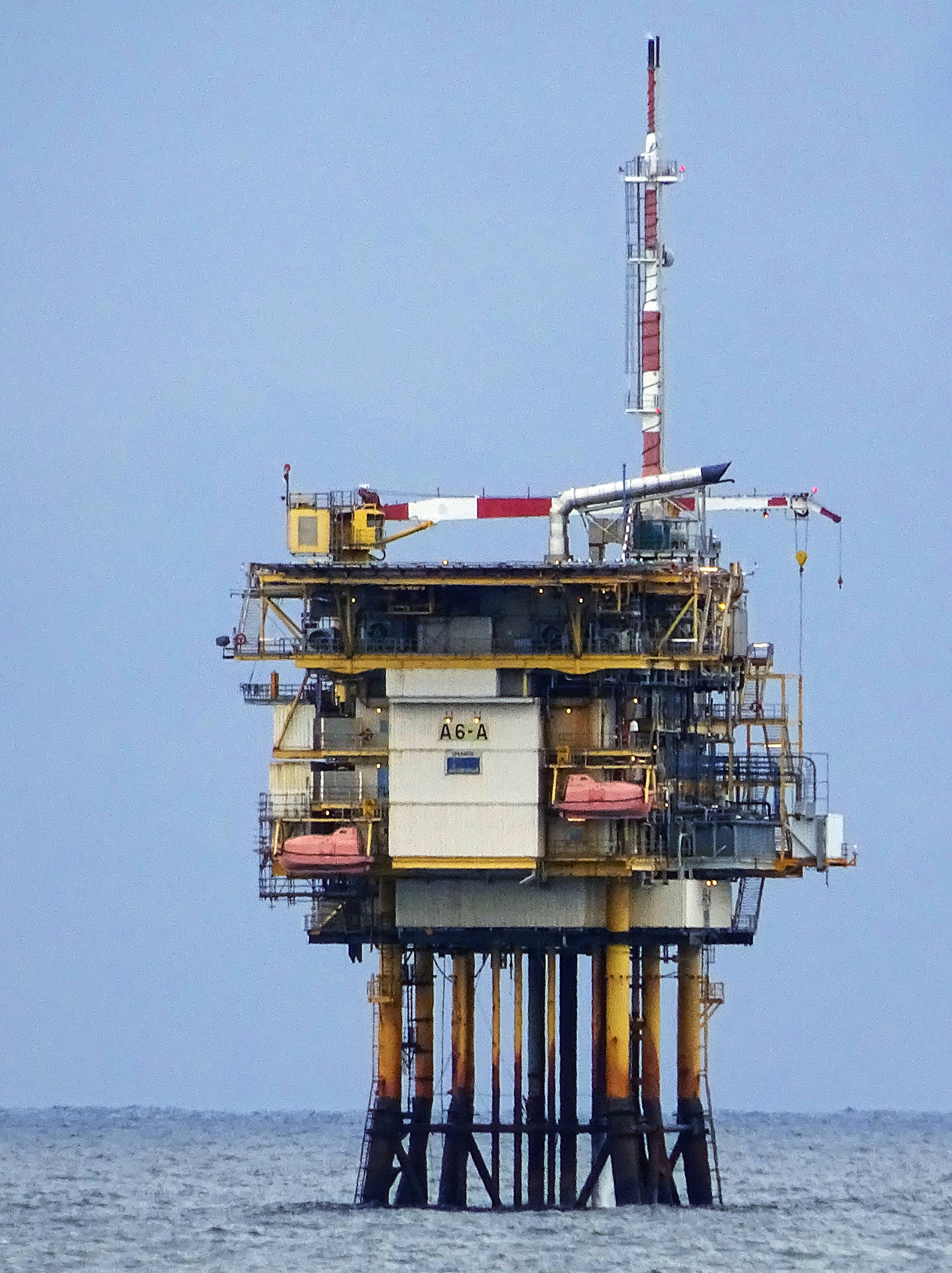
Erdgasförderplattform A6-A

A6/B4 ist ein etwa 300 Kilometer von der deutschen Küste entferntes Gasfeld in der Nordsee. Es liegt im sogenannten Entenschnabel der ausschließlichen Wirtschaftszone, in der Deutschland das alleinige Recht zur wirtschaftlichen Ausbeutung hat. 
In diesem Gasfeld werden etwa 5 % des deutschen Erdgases gefördert. Bis 2006 waren es knapp 1 Milliarde Kubikmeter (seit Förderbeginn bis Ende 2006 6,7 Milliarden m³). Es handelt sich um das einzig derzeit in Betrieb befindliche deutsche Offshore-Gasfeld (einziges deutsches Ölfeld ist Mittelplate vor der schleswig-holsteinischen Küste). 
Entdeckt wurde dieses derzeit sechstproduktivste deutsche Erdgasfeld bei Probebohrungen im Jahr 1974. Die Offshore-Plattform fördert Gas seit September 2000. Betreiber ist das Deutsche Nordsee-Konsortium (BEB Erdgas und Erdöl, EWE, RWE Dea und Wintershall), den Förderbetrieb leitet die niederländische Wintershall-Tochter Wintershall Noordzee B.V. 
Die Bohrinsel steht in 48 Meter Wassertiefe, die Plattform befindet sich 20 Meter über der Wasserfläche und ihre Decksaufbauten ragen bis zu 50 Meter über die Wasserfläche hinaus. Sie ist 52 Meter lang, 33 Meter breit und wiegt insgesamt 4.500 Tonnen. Auf ihr arbeiten im Regelfall zehn Arbeiter. 
Gas und Kondensat wird von dort über eine Gaspipeline auf eine weiter südöstlich befindliche niederländische Plattform transportiert, wo das Kondensat auf Schiffe geladen wird und das Gas mit der NOGAT-Pipeline an das niederländische Festland bei Den Helder transportiert wird. 